# Seventh Key
I Seventh Key sono un supergruppo progressive metal statunitense fondato dal chitarrista Mike Slamer, noto come membro dei City Boy, e dal cantante e bassista dei Kansas Billy Greer nel 2001. La formazione, rimasta immutata sin dall'origine, è composta da Greer al basso e alla voce solista, Slamer alla chitarra, Pat McDonald alla batteria, David Manion alla tastiera e Terry Brock all'altra chitarra. Nel corso degli anni con la band hanno collaborato importanti turnisti, sia in studio che dal vivo, come David Ragsdale dei Kansas al violino (2005), oltre a Johnny Greer, figlio di Billy, al mandolino (2005).

## Formazione
- Billy Greer, voce, basso
- Mike Slamer, chitarra
- Terry Brock, chitarra
- David Manion, tastiera
- Pat McDonald, batteria

## Discografia
- Seventh Key, 2001
- I Will Survive, 2013